# Kendra Wilkinson
Kendra Leigh Baskett (n. 12 iunie 1985), mai bine cunoscută sub numele său de naștere Kendra Leigh Wilkinson, este o personalitate de televiziune și fotomodel de origine americană. Este cunoscută publicului prin rolul jucat în cadrul unui reality show televizat produs de E!, The Girls Next Door. Din iunie 2009 face obiectul propriului reality show, Kendra.

## Biografie
Kendra s-a născut pe 12 iunie 1985 în San Diego, California, din descendenți irlandezi. Este cea mai mare dintre cei doi copii, având un frate mai mic, Colin.
Wilkinson l-a întâlnit pe Hugh Hefner la a 78-a aniversare a acestuia, în aprilie 2004, fiind una din „fetele pictate”. 4 ani mai târziu, pe 27 iunie 2009, s-a căsătorit cu Hank Baskett si au un copil împreună, Hank the IV, care s-a născut în 12 decembrie 2009.